# Ногаре, Гийом де
Гийо́м де Ногаре́ (фр. Guillaume de Nogaret; родился около 1260 года, Сен-Феликс-Лораге — умер 11 апреля 1313 года, Париж) — советник и хранитель печати французского короля Филиппа IV Красивого, помогавший королю в уничтожении Ордена тамплиеров.

## Биография
Ногаре родился в Сен-Феликс-де-Караман, диоцез Ажен. Из обедневшего рыцарского рода. Родители Ногаре принадлежали к секте катаров. Его дед был осуждён в Тулузе как «еретик» во время Альбигойского крестового похода.
Достоверных сведений о юности Ногаре сохранилось немного. Известно, что он изучал право в университете Монпелье, где стал профессором римского права в 1287 году. С 1293 года Гийом исполнял судейские обязанности в Бокере. В эти годы он оказывал юридические услуги епископу Магелона, королям Майорки и Франции. Позднее был приглашён в Париж, где, начиная с 1296 года, стал принимать участие в заседаниях королевского совета. В 1299 году был посвящён королём в рыцари. Впоследствии Ногаре выполнял самые ответственные поручения сюзерена.

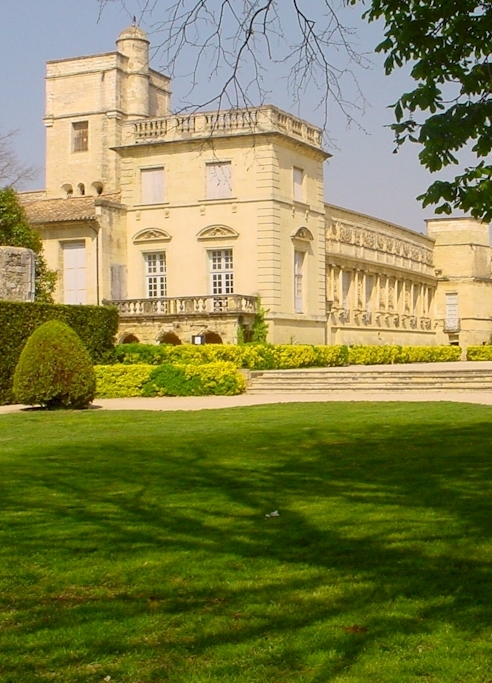
Замок Гийома Ногаре в Марсильяке

Весной 1300 года был послан с миссией в Рим, которая окончилась неудачей. В ответ на дерзкое поведение посланца государя Папа оскорбил Ногаре. После гибели канцлера Пьера Флоте в битве при Куртре (1302 год) Гийом Ногаре стал главным советником короля Франции и хранителем большой королевской печати. Он принял деятельное участие в конфликте Филиппа «Красивого» с Папой Бонифацием VIII. 12 марта 1303 года Ногаре обратился с ходатайством к королю. Обвиняя Папу в симонии, ереси, «краже имущества у бедняков», разжигании войны и других прегрешениях, Ногаре предложил себя в качестве обвинителя Бонифация VIII на церковном Соборе. Летом этого же года отправился в Италию, где совместно с врагом Папы, Шьяррой Колонна, отрядом в триста всадников и наёмными пехотинцами участвовал в захвате папского дворца в Ананьи и аресте самого понтифика. Бонифаций был подвергнут оскорблениям: бытует легенда, что то ли Колонна, то ли Ногаре дал пощёчину Папе, не сняв с руки латной перчатки. Даже после смерти Бонифация Ногаре продолжал требовать созыва церковного Собора для обвинения покойного в ереси. Сохранилось его письмо, адресованное королю, в котором Ногаре призывает Филиппа быть последовательным и идти до конца в вопросе осуждения Папы. Новый Папа, Бенедикт XI, готовился отлучить Ногаре от Церкви, но умер, не успев совершить задуманное. 27 апреля 1311 года Ногаре получил отпущение уже от Климента V за конфликт с Бонифацием VIII: он должен был покаяться и совершить ряд паломничеств по святым местам во Франции и Испании, однако эти условия Ногаре не выполнил.
Помимо того, Гийом руководил разгромом Ордена тамплиеров и арестом его магистра Жака де Моле. В сентябре 1307 года Ногаре разослал от имени короля секретные письма сенешалям, бальи, прево с перечислением «преступлений тамплиеров», содержащие распоряжение о взятии под стражу «рыцарей храма». Спустя несколько дней после этих событий Ногаре получил должность канцлера, сменив на этом посту Пьера Бельперша.
Известно, что Гийом де Ногаре скончался в апреле 1313 года.

## Литературный персонаж
В романе Мориса Дрюона «Железный король» во время своей казни в 1314 году магистр тамплиеров Жак де Моле проклинает Климента V, короля Филиппа и Ногаре и предсказывает им смерть в течение года. На самом деле к моменту казни магистра (18 марта 1314 года) Ногаре не было в живых уже около года. Возможно, в предании о проклятии смешались два Гийома: Ногаре и инквизитор Гийом Парижский, духовник короля Филиппа и деятельный участник процесса тамплиеров.
Дрюон изображает Ногаре фанатичным и бесконечно преданным королю:

В железной, в свинцовой душе Ногарэ таился тот же эгоизм, то же ненасытное желание, которое заставляет влюблённого жертвовать всем ради обожаемого существа. Ногарэ жил в некоем вымышленном мире, где мерилом всего была государственная польза. Отдельные личности ничего не значили в его глазах, да и себе самому он не придавал никакого значения.

В романе Дрюона король поручает Ногаре дела о супружеской измене Маргариты и Бланки Бургундских — жён будущих королей Людовика X Сварливого и Карла IV Красивого, сыновей Филиппа Красивого. Обе принцессы были приговорены к пожизненному заключению, а их любовники казнены после жестоких пыток. А по замыслу Ногаре невестки короля должны были присутствовать при казни. Графиня Артуа, мать Бланки, решает отомстить ему. Её придворная дама Беатриса д’Ирсон, с помощью бывшего тамплиера Эврара, изготовляет отравленную свечу, которая попадает в дом хранителя печати. Вскоре после этого Ногаре заболевает и умирает в страшных мучениях.

## Киновоплощения
- Жак Жоасгуэн в мини-сериале «Проклятые короли» (фр. Les rois maudits), Франция, 1972 год.
- Жером Анже в мини-сериале «Проклятые короли» (фр. Les rois maudits), Франция, 2005 год.
- Джулиан Овенден в сериале «Падение ордена» (англ. Knightfall), США-Чехия, 2017 год.

## В музыке
- У российской певицы Канцлер Ги (сам псевдоним которой отсылает к этому персонажу) есть песни под названием «Гийом де Ногаре», «Песенка хранителя печати» и «Песенка сожженного магистра» (в последней Ногаре упомянут в контексте легенды о предсмертном проклятья магистра ордена Тамплиеров). Они вошли в альбом «Tample Memories».

## Комментарии
1. ↑  По сообщению Джованни Виллани, папа Бонифаций VIII публично назвал Ногаре еретиком, «отца и мать которого сожгли за ересь»[5].